# ホセア (イスラエル王)
ホセアは、北イスラエル王国の第19代、最後の王である。ホシェアとも表記される。

## 治世
紀元前731年にアッシリア王ティグラト・ピレセル3世の臣として王位についた。
ホセアの支配圏はエフライムの高原地帯に限られていた。紀元前734年のシリア・エフライム戦争に敗北して以来、ガリラヤとヨルダンの東地域はアッシリアの支配下にあった。ティグラト・ピレセル3世はこの一連の西進でメギドを征服し、ガリラヤ地方の諸州の行政的首都として用いた。そのときの王であったペカを殺害し王位に就いたが、アッシリアに従属し貢納する名目的な王であった。
紀元前727年にティグラト・ピレセル3世が死んだ時、その後継者のシャルマネセル5世が広大な領土を維持できないであろうと考えたホセアは、エジプト王ソ（英語: So）の支援を頼りにして貢納を停止した。しかし、シャルマネセル5世はイスラエルを攻撃して、紀元前725年にサマリヤを包囲した。ホセアは3年間アッシリア軍に抵抗したが、紀元前722年に降伏した。ここに北イスラエル王国は滅亡した。
紀元前720年、シャルマネセル5世が死去したためアッシリア軍が一時撤退すると、イスラエルでは王を戴かずに反乱が起こったが、シャルマネセル5世の後継者サルゴン2世によって平定された（カルカルの戦い）。
アッシリアの移住政策によって、イスラエル人はペルシア地方に連れて行かれた。アッシリアの碑文によると、サルゴン2世による捕囚は2万8千人近くに上った（アッシリア捕囚）。代わってバビロンからの移民がサマリヤに定住して、旧北イスラエル王国はアッシリアの一属州になった。